# Перу (Њујорк)
Перу (енгл. Peru) насељено је место без административног статуса у америчкој савезној држави Њујорк.

## Демографија
По попису из 2010. године број становника је 1.591, што је 77 (5,1%) становника више него 2000. године.
| Група             | 2000.         | 2010.         |
| Белци             | 1.475 (97,4%) | 1.519 (95,5%) |
| Афроамериканци    | 11 (0,7%)     | 14 (0,9%)     |
| Азијати           | 12 (0,8%)     | 13 (0,8%)     |
| Хиспаноамериканци | 8 (0,5%)      | 33 (2,1%)     |
| Укупно            | 1.514         | 1.591         |